# Eurovisiesongfestival 2015

Wiener Stadthalle, de gastlocatie van het festival in 2015

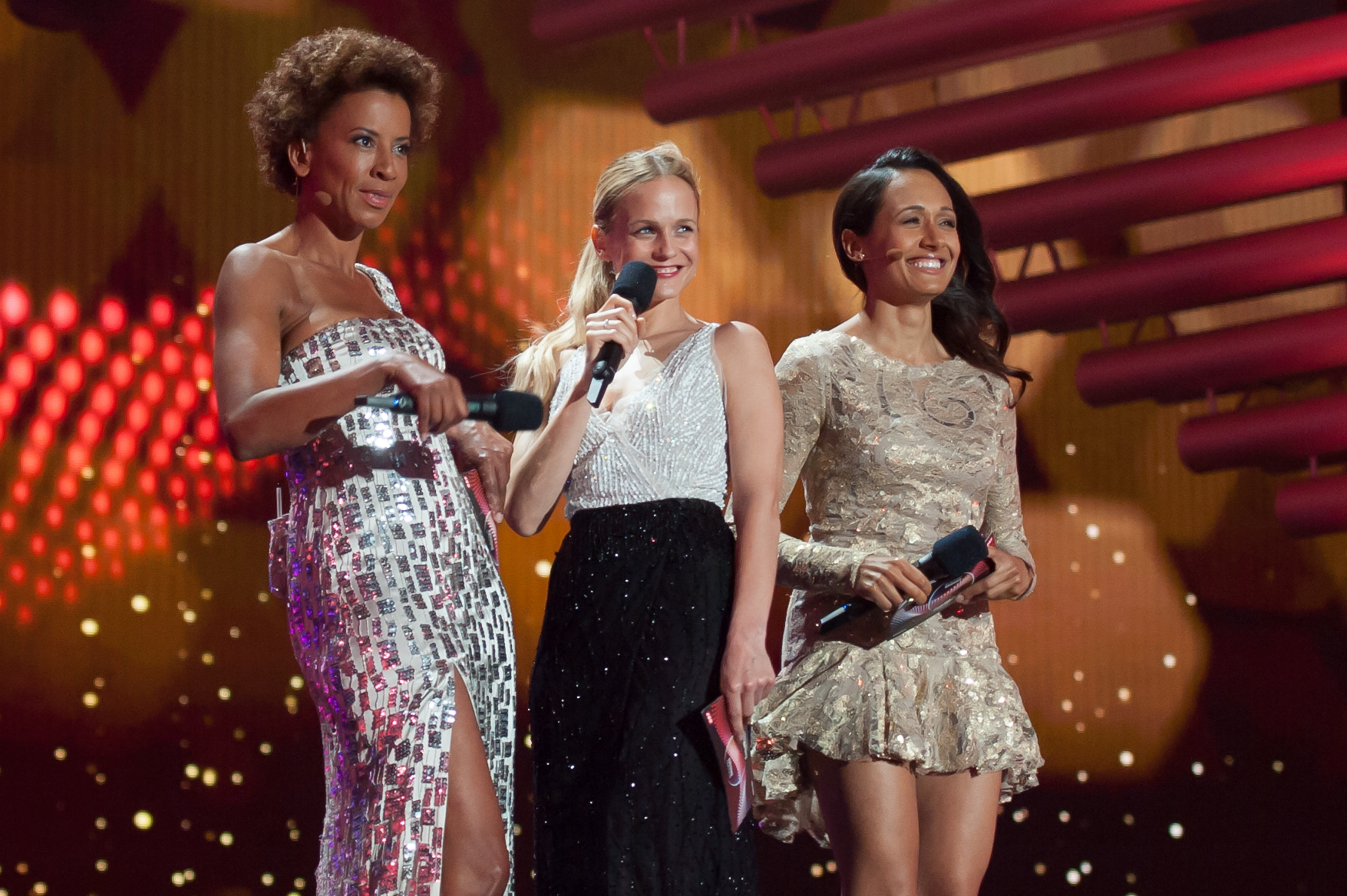
De drie presentatrices: Alice Tumler, Mirjam Weichselbraun en Arabella Kiesbauer

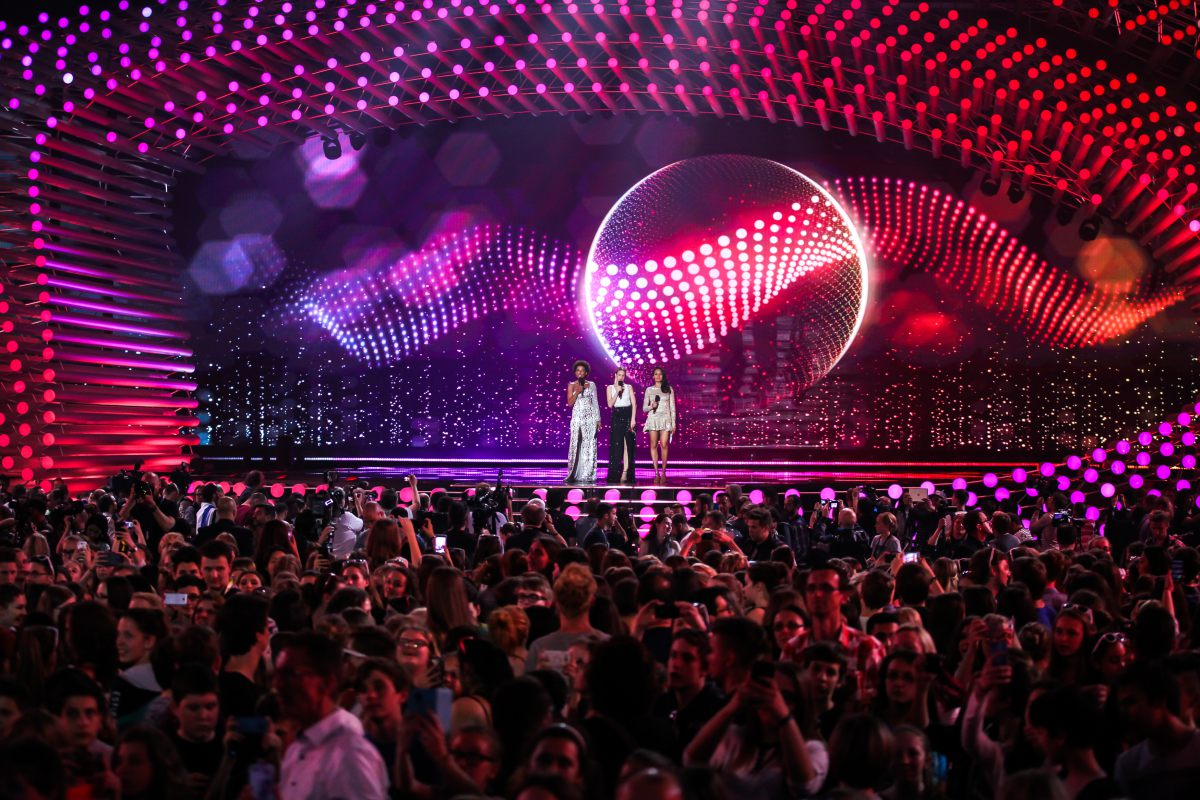
Podium van het Eurovisiesongfestival 2015

Het Eurovisiesongfestival 2015 was de 60ste editie van deze Europese liedjeswedstrijd. Het festival werd gehouden in de Oostenrijkse hoofdstad Wenen als gevolg van de winst van Conchita Wurst op de voorgaande editie. De editie van 2015 werd gewonnen door Zweden dat werd vertegenwoordigd door de zanger Måns Zelmerlöw met het nummer Heroes. Zweden won met 365 punten, 78% van het maximaal mogelijke aantal. Het was de op twee na hoogste score tot dan toe, na de 387 van Noorwegen in 2009 en de 372 van Zweden in 2012.
België behaalde met Rhythm inside van Loïc Nottet met 217 punten een vierde plaats, een van de vijf beste Belgische prestaties ooit en tevens de beste Belgische prestatie sedert 2003. Nederland eindigde met Trijntje Oosterhuis in zijn halve finale in de onderste regionen en haalde de finale niet.

## Gaststad
Tijdens de persconferentie net na afloop van het Eurovisiesongfestival 2014 bevestigde de Oostenrijkse publieke omroep ORF dat het de opdracht op zich zou nemen om het evenement in 2015 in Oostenrijk te organiseren. Daags na de Oostenrijkse overwinning in Kopenhagen hadden reeds acht steden zich kandidaat gesteld voor de organisatie, zijnde Bregenz, Dornbirn, Graz, Innsbruck, Klagenfurt, Linz, Oberwart en Wenen.
Op 29 mei 2014 gaven de ORF en de EBU een lijst vrij met voorwaarden waaraan kandidaat-gaststeden zouden moeten voldoen voor de organisatie van het festival in 2015. Zo moest het om een overdekte locatie gaan die plaats bood aan ten minste 10.000 toeschouwers en die bovendien gedurende ten minste zes weken vrijgemaakt kon worden voor het festival. De Oostenrijkse openbare omroep gaf aan dat geïnteresseerden tot 13 juni de tijd kregen om hun kandidatuur in te dienen. De ORF gaf aan dat twaalf steden zich kandidaat hadden gesteld voor de organisatie. Op 21 juni werd duidelijk dat er nog drie steden kans maakten op de organisatie, zijnde Graz, Innsbruck en Wenen.
Graz was in de running met de Stadthalle Graz die bij een maximale bezetting plaats biedt aan 11.030 toeschouwers. Innsbruck stelde OlympiaWorld voor. De hal werd gebouwd ten behoeve van de Olympische Winterspelen 1964 en biedt plaats aan 10.000 toeschouwers. De hoofdstad Wenen waagde haar kans met de Wiener Stadthalle, een concerthal die plaats biedt aan 16.000 toeschouwers.
Op 6 augustus 2014 werd bekendgemaakt dat het festival in 2015 zou plaatsvinden in de Wiener Stadthalle in Wenen.

## Formule
Richard Grasl, financieel directeur van ORF, verklaarde dat de Oostenrijkse publieke omroep bereid was 20 miljoen euro te investeren in de organisatie van het festival. Dit bedrag zou worden aangevuld met inkomsten uit sponsoring, subsidies (nationaal en lokaal) en de toelage van de EBU uit de participatiebijdragen van de deelnemende omroepen. De inkomsten uit kaartverkoop werden al bij die 20 miljoen euro opgenomen.
De twee halve finales zouden plaatsvinden op 19 mei en 21 mei 2015. De finale zou plaatsvinden op zaterdag 23 mei 2015. Het werd de tweede keer dat het festival in Oostenrijk plaatshad, na de eerste keer in 1967.

### Presentatoren
Mirjam Weichselbraun, Alice Tumler en Arabella Kiesbauer werden uitgekozen om de zestigste editie van het songfestival te presenteren. Het was voor het eerst in de geschiedenis dat deze rol was weggelegd voor drie vrouwen. Mirjam Weichselbraun is een actrice en presentatrice die reeds grote evenementen zoals Rock am Ring mocht presenteren. Alice Tumler is van Oostenrijks-Franse afkomst en spreekt vijf talen. Ze werkt reeds enkele jaren voor de ORF. Arabella Kiesbauer startte haar carrière bij de Oostenrijkse publieke omroep, maar presenteerde in de jaren negentig haar eigen praatprogramma in Duitsland. In 2002 keerde ze terug naar de ORF. In 2013 kreeg ze het Ereteken van Verdienste voor de Republiek Oostenrijk voor haar strijd tegen racisme. Naast de drie presentatrices was ook de winnaar van 2014, Conchita Wurst, prominent aanwezig in de presentatie. Wurst gaf commentaar vanuit de green room en interviewde daar de kandidaten. Ook bracht hij het winnende nummer van 2014 nog ten gehore.

### Samenstelling halve finales
Op zondag 25 januari werd de indeling in potten bekendgemaakt, als basis voor de loting voor de halve finales. Landen die vaak op elkaar stemden, werden in dezelfde pot geplaatst. In 2015 waren er vijf potten, anders dan in de voorafgaande jaren toen er steeds zes waren. Uit elke pot gingen drie of vier landen naar de eerste halve finale van 19 mei en de andere naar de tweede halve finale van 21 mei. De loting zelf vond plaats op maandag 26 januari. De definitieve startvolgorde van de drie shows werd niet geloot, maar door de producent bepaald.
| Pot 1                                                          | Pot 2                                                       | Pot 3                                                            | Pot 4                                                  | Pot 5                                               |
| -------------------------------------------------------------- | ----------------------------------------------------------- | ---------------------------------------------------------------- | ------------------------------------------------------ | --------------------------------------------------- |
| Albanië Macedonië Malta Montenegro Servië Slovenië Zwitserland | Denemarken Estland Finland IJsland Letland Noorwegen Zweden | Armenië Azerbeidzjan Georgië Israël Litouwen Rusland Wit-Rusland | België Cyprus Griekenland Ierland Nederland San Marino | Hongarije Moldavië Polen Portugal Roemenië Tsjechië |

## Deelnemende landen

Landen in de eerste halve finale
Landen die alleen stemden in de eerste halve finale
Landen in de tweede halve finale
Landen die alleen stemden in de tweede halve finale
Land dat in beide halve finales stemde (Australië)

Landen die wilden deelnemen, konden zich inschrijven tot 15 september 2014. Tot 20 oktober kon elke omroep zich nog kosteloos terugtrekken uit het festival.
Op 23 december 2014 maakte de EBU bekend dat er 39 landen zouden deelnemen aan het festival van 2015. Tsjechië keerde voor het eerst sinds 2009 terug naar het liedjesfestijn, Oekraïne daarentegen zou voor het eerst sinds 2003 niet deelnemen. Servië en Cyprus namen na een sabbatjaar ook weer deel.
Op 10 februari kwam de EBU met een opmerkelijk bericht: Australië, dat wegens zijn ligging slechts waarnemend lid van de EBU is en dus normaal niet mag deelnemen, zou in 2015 ter gelegenheid van de 60e editie eenmalig deelnemen. Het land zendt het festival al 30 jaar uit en het evenement is er ondanks het tijdverschil zeer populair, onder andere door de Europese diaspora. Australië mocht tevens meteen in de finale aantreden.
Het deelnemersveld van de finale op 23 mei bestond zo uit de vijf grote landen, tien finalisten uit elke halve finale, de winnaar van 2014 en organisator van 2015 Oostenrijk, en jubileumdeelnemer Australië. Daarmee kende het festival van 2015 met 27 deelnemers het hoogste aantal finalisten ooit.

## Overzicht

### Finale

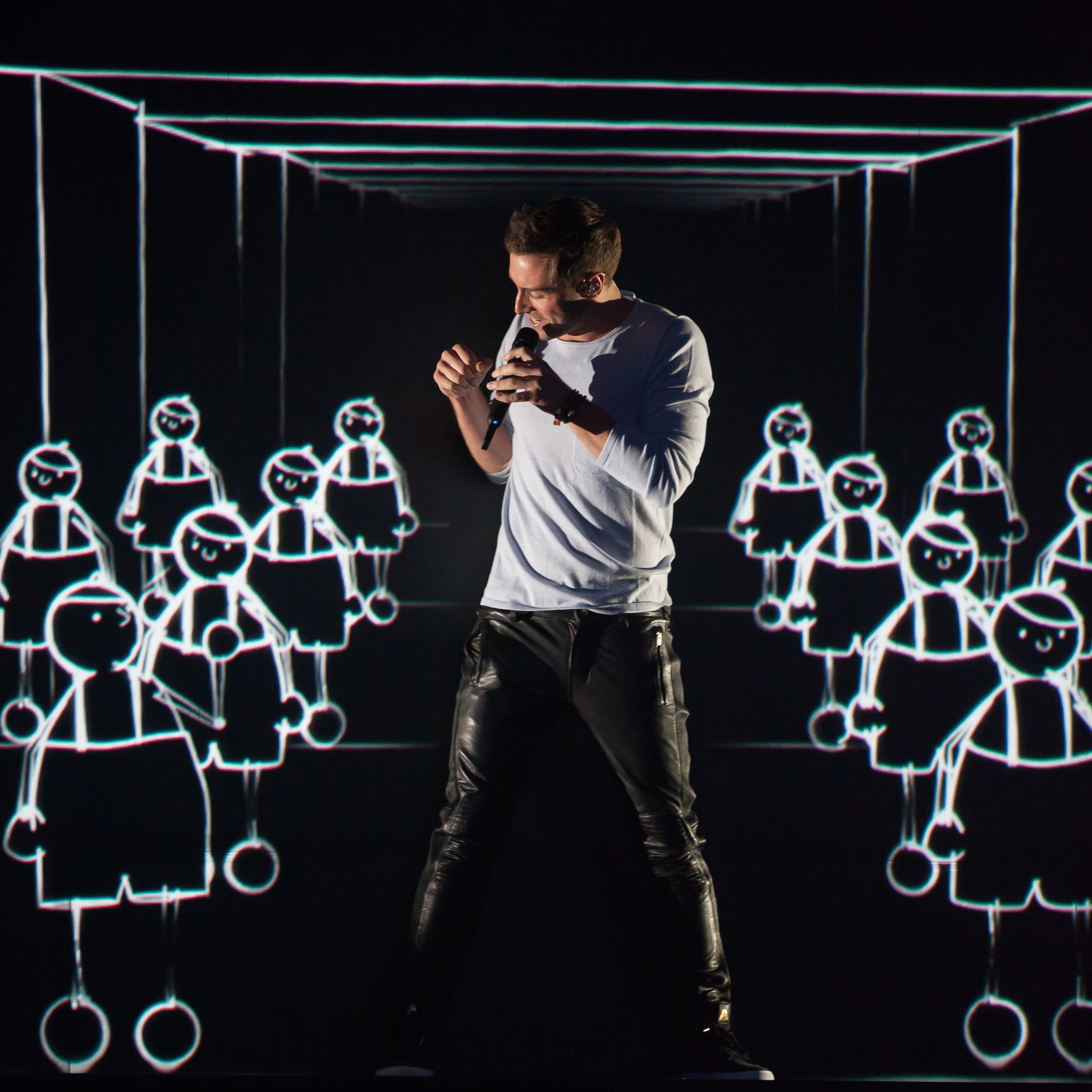
Måns Zelmerlöw tijdens zijn winnende optreden.

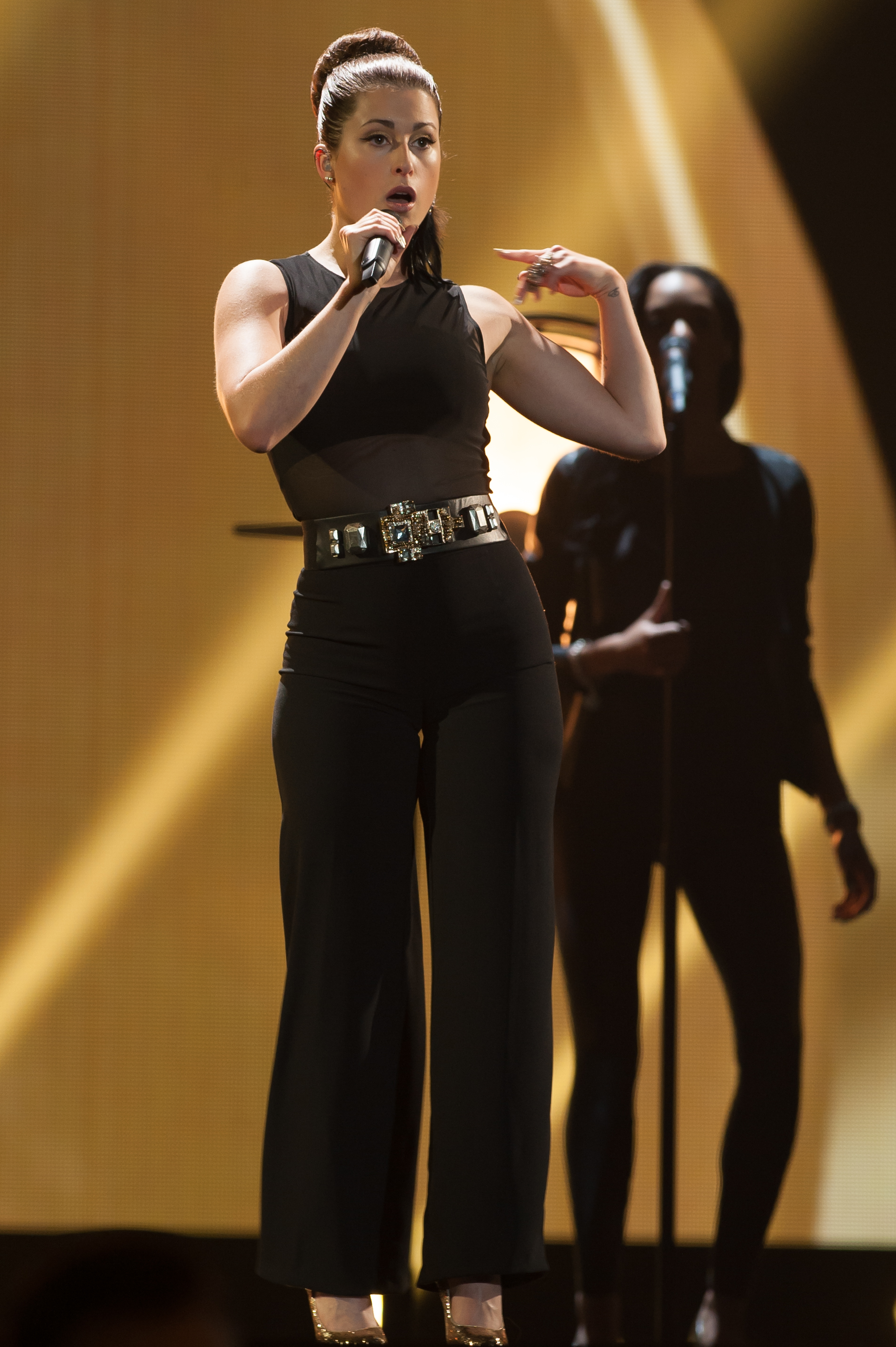
Ann Sophie wist voor Duitsland geen enkel punt te behalen.

Het festival werd gewonnen door Måns Zelmerlöw. Hij vertegenwoordigde Zweden met Heroes. Zelmerlöw kreeg punten van elk van de 39 andere stemmende landen en behaalde in totaal 365 punten, een van de hoogste scores ooit. Zweden kreeg twaalfmaal de twaalf punten. Zangeres Polina Gagarina uit Rusland stond het eerste deel van de puntentelling aan de leiding en eindigde met A Million Voices als tweede, met 303 punten. Het zangtrio Il Volo uit Italië werd derde met 292 punten. Winnaar Zweden eindigde als derde bij de televoting, terwijl Italië daar won. Zweden won dan weer de jurystemming, waar Il Volo zesde werd.
De negentienjarige Waalse zanger Loïc Nottet eindigde voor België op de vierde plaats met 217 punten. België kreeg twaalf punten van Nederland, Hongarije en Frankrijk. Jubileumdeelnemer Australië vervolledigde met 196 punten de top 5.
Rusland, Italië, België, Letland en Montenegro behaalden in 2015 hun hoogste puntenaantal ooit. Voor Montenegro is de dertiende plaats meteen ook de beste klassering ooit. Vijf van de zeven rechtstreeks geplaatste finalisten belandden onderaan in het klassement: Spanje kon niet meer dan vijftien punten verzamelen, het Verenigd Koninkrijk vijf, Frankrijk vier. Ann Sophie van Duitsland en The Makemakes voor gastland Oostenrijk kregen geen enkel punt. Het was voor het eerst sinds 2003 dat er weer een 'nul' op het scorebord stond. Het was voor het eerst in de geschiedenis dat het gastland met nul punten eindigde. Oostenrijk werd wel boven Duitsland geplaatst aangezien het land een hogere (potentiële) score behaalde bij de vakjury's.
De stemmen van de jury's uit Macedonië en Montenegro werden niet meegerekend in de finale, omdat de juryleden te identiek zouden hebben gestemd.
Zie onderstaande tabel voor de detailresultaten van de finale van 2015.
| Plaats | Land                | Taal               | Artiest                         | Lied                         | Punten |
| ------ | ------------------- | ------------------ | ------------------------------- | ---------------------------- | ------ |
| 1      | Zweden              | Engels             | Måns Zelmerlöw                  | Heroes                       | 365    |
| 2      | Rusland             | Engels             | Polina Gagarina                 | A million voices             | 303    |
| 3      | Italië              | Italiaans          | Il Volo                         | Grande amore                 | 292    |
| 4      | België              | Engels             | Loïc Nottet                     | Rhythm inside                | 217    |
| 5      | Australië           | Engels             | Guy Sebastian                   | Tonight again                | 196    |
| 6      | Letland             | Engels             | Aminata Savadogo                | Love injected                | 186    |
| 7      | Estland             | Engels             | Elina Born & Stig Rästa         | Goodbye to yesterday         | 106    |
| 8      | Noorwegen           | Engels             | Mørland & Debrah Scarlett       | A monster like me            | 102    |
| 9      | Israël              | Engels             | Nadav Guedj                     | Golden boy                   | 97     |
| 10     | Servië              | Engels             | Bojana Stamenov                 | Beauty never lies            | 53     |
| 11     | Georgië             | Engels             | Nina Sublatti                   | Warrior                      | 51     |
| 12     | Azerbeidzjan        | Engels             | Elnur Hüseynov                  | Hour of the wolf             | 49     |
| 13     | Montenegro          | Montenegrijns      | Knez                            | Adio                         | 44     |
| 14     | Slovenië            | Engels             | Maraaya                         | Here for you                 | 39     |
| 15     | Roemenië            | Roemeens en Engels | Voltaj                          | De la capăt (all over again) | 35     |
| 16     | Armenië             | Engels             | Genealogy                       | Face the shadow              | 34     |
| 17     | Albanië             | Engels             | Elhaida Dani                    | I'm alive                    | 34     |
| 18     | Litouwen            | Engels             | Monika Linkytė & Vaidas Baumila | This time                    | 30     |
| 19     | Griekenland         | Engels             | Maria Elena Kiriakou            | One last breath              | 23     |
| 20     | Hongarije           | Engels             | Boggie                          | Wars for nothing             | 19     |
| 21     | Spanje              | Spaans             | Edurne                          | Amanecer                     | 15     |
| 22     | Cyprus              | Engels             | Giannis Karagiannis             | One thing I should have done | 11     |
| 23     | Polen               | Engels             | Monika Kuszyńska                | In the name of love          | 10     |
| 24     | Verenigd Koninkrijk | Engels             | Electro Velvet                  | Still in love with you       | 5      |
| 25     | Frankrijk           | Frans              | Lisa Angell                     | N’oubliez pas                | 4      |
| 26     | Oostenrijk          | Engels             | The Makemakes                   | I am yours                   | 0      |
| 27     | Duitsland           | Engels             | Ann Sophie                      | Black smoke                  | 0      |

### Eerste halve finale

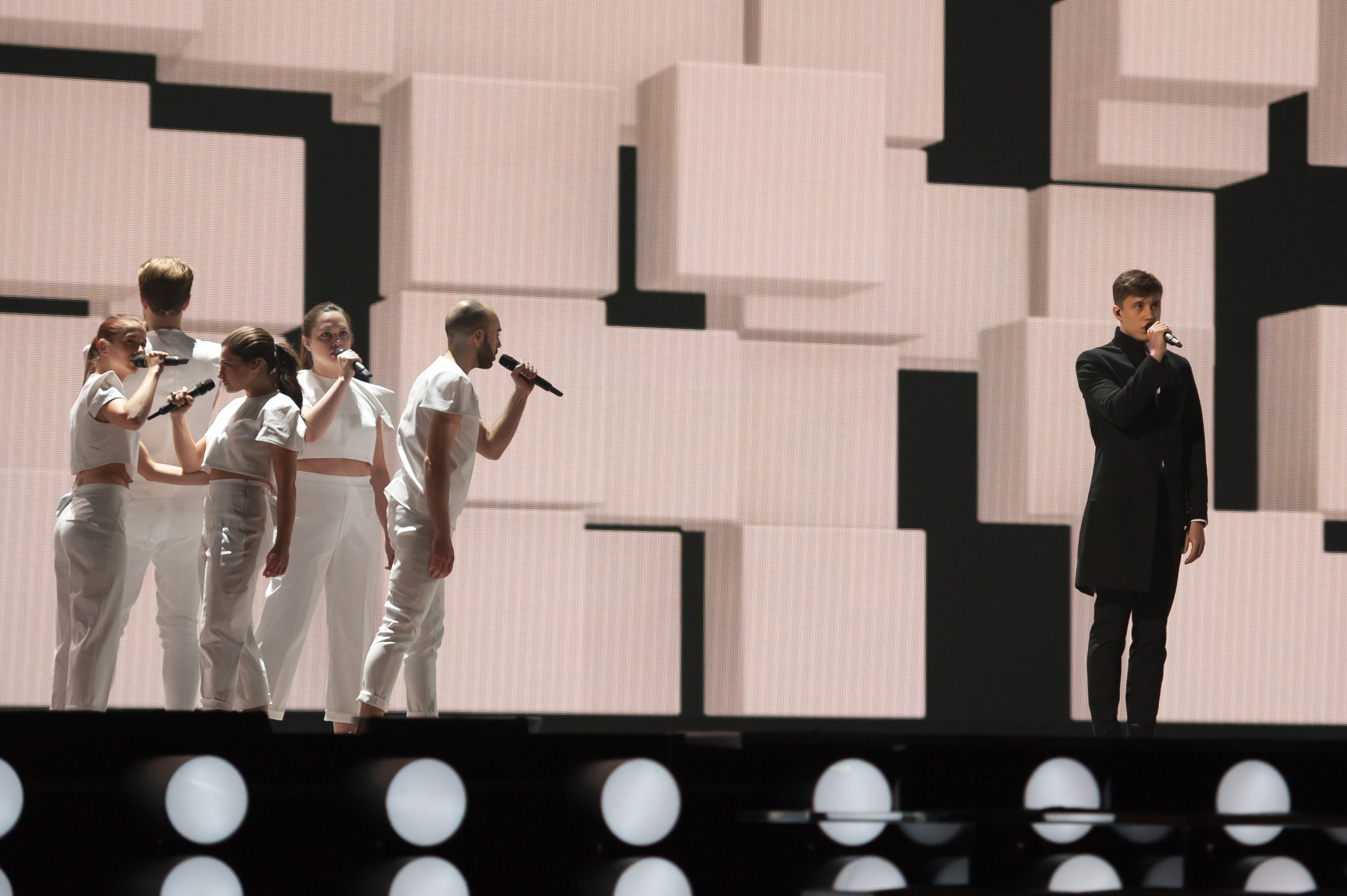
Loïc Nottet haalde namens België de finale

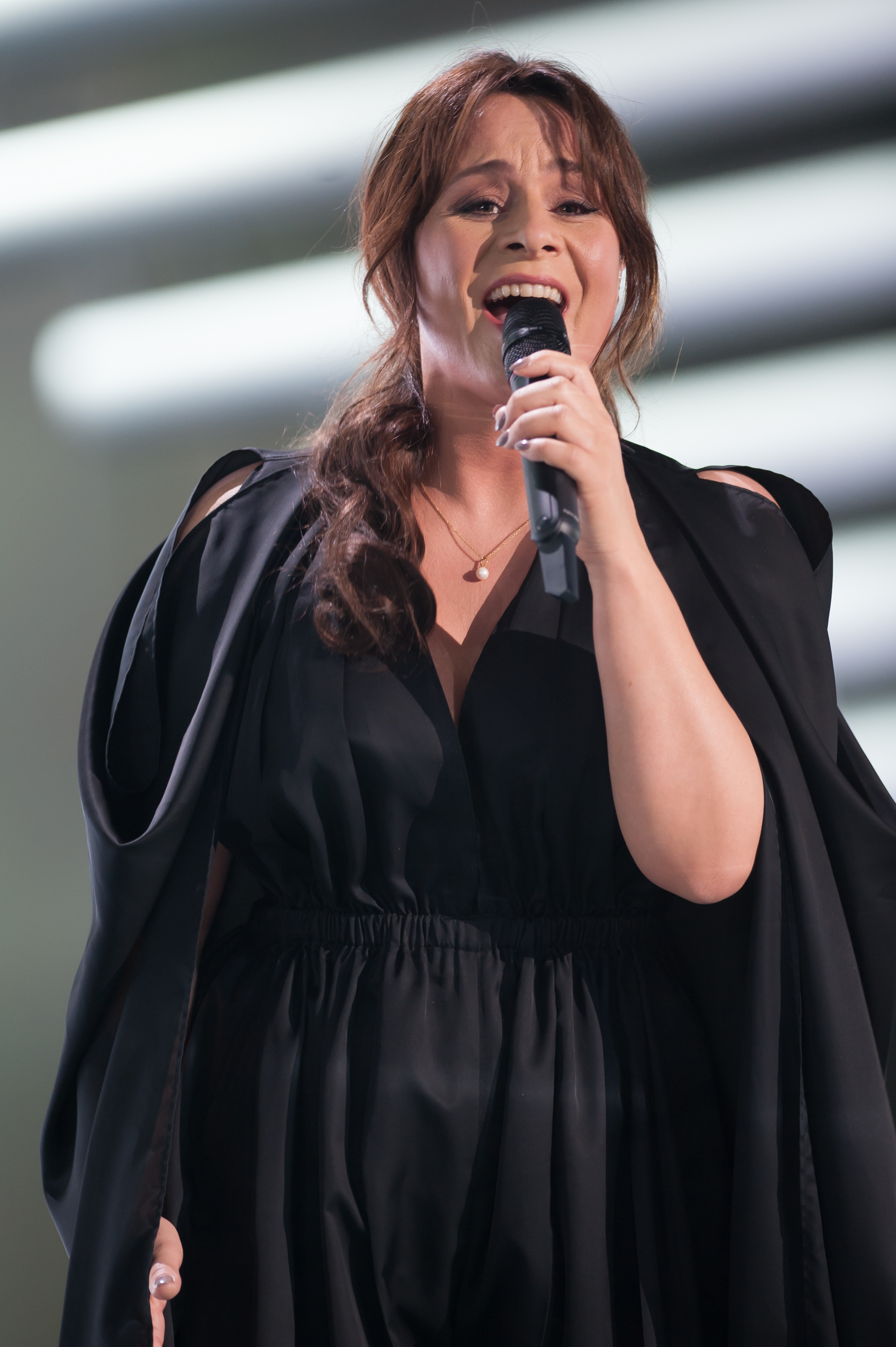
Trijntje Oosterhuis wist zich namens Nederland niet te plaatsen voor de eindstrijd

De eerste halve finale vond plaats op dinsdag 19 mei 2015, met onder andere deelname van Nederland met Trijntje Oosterhuis en België met Loïc Nottet. Australië, Frankrijk, Oostenrijk en Spanje stemden mee in deze halve finale. Er waren in totaal zestien deelnemende en twintig stemmende landen. België wist na een jaar afwezigheid in de finale weer een finaleplaats te behalen. Ook Albanië, Armenië, Estland, Georgië, Griekenland, Hongarije, Roemenië, Rusland en Servië haalden de finale. Nederland zat niet bij de tien gelukkigen. Albanië, België, Estland, Georgië en Servië, dat afwezig was in 2014, konden zich in 2014 niet plaatsen voor de finale en waren dus terug. Aan de andere kant moesten Denemarken, Finland, Nederland en Wit-Rusland in tegenstelling tot 2014 dit keer langs de zijlijn toekijken. Voor Denemarken was het de eerste keer sinds 2007 dat het de finale niet haalde.
Rusland won met 182 punten de eerste halve finale. België was tweede met 149 punten, terwijl Nederland met 33 punten op de veertiende plaats was geëindigd. Nederland werd vijfde bij de vakjury’s, maar tuimelde bij het publiek naar een voorlaatste plek.
De controversiële inzending van Finland eindigde met 13 punten als zestiende en laatste.
Zie onderstaande tabel voor de gedetailleerde resultaten van de eerste halve finale. De eerste tien landen, in de tabel groen gemarkeerd, plaatsten zich voor de finale.
| Plaats | Land        | Taal               | Artiest                   | Lied                         | Punten |
| ------ | ----------- | ------------------ | ------------------------- | ---------------------------- | ------ |
| 1      | Rusland     | Engels             | Polina Gagarina           | A million voices             | 182    |
| 2      | België      | Engels             | Loïc Nottet               | Rhythm inside                | 149    |
| 3      | Estland     | Engels             | Elina Born & Stig Rästa   | Goodbye to yesterday         | 105    |
| 4      | Georgië     | Engels             | Nina Sublatti             | Warrior                      | 98     |
| 5      | Roemenië    | Roemeens en Engels | Voltaj                    | De la capăt (all over again) | 89     |
| 6      | Griekenland | Engels             | Maria Elena Kiriakou      | One last breath              | 81     |
| 7      | Armenië     | Engels             | Genealogy                 | Face the shadow              | 77     |
| 8      | Hongarije   | Engels             | Boggie                    | Wars for nothing             | 67     |
| 9      | Servië      | Engels             | Bojana Stamenov           | Beauty never lies            | 63     |
| 10     | Albanië     | Engels             | Elhaida Dani              | I'm alive                    | 62     |
| 11     | Moldavië    | Engels             | Edoeard Romanjoeta        | I want your love             | 41     |
| 12     | Wit-Rusland | Engels             | Uzari & Maimuna           | Time                         | 39     |
| 13     | Denemarken  | Engels             | Anti Social Media         | The way you are              | 33     |
| 14     | Nederland   | Engels             | Trijntje Oosterhuis       | Walk along                   | 33     |
| 15     | Macedonië   | Engels             | Danijel Kajmakoski        | Autumn leaves                | 28     |
| 16     | Finland     | Fins               | Pertti Kurikan Nimipäivät | Aina mun pitää               | 13     |

### Tweede halve finale

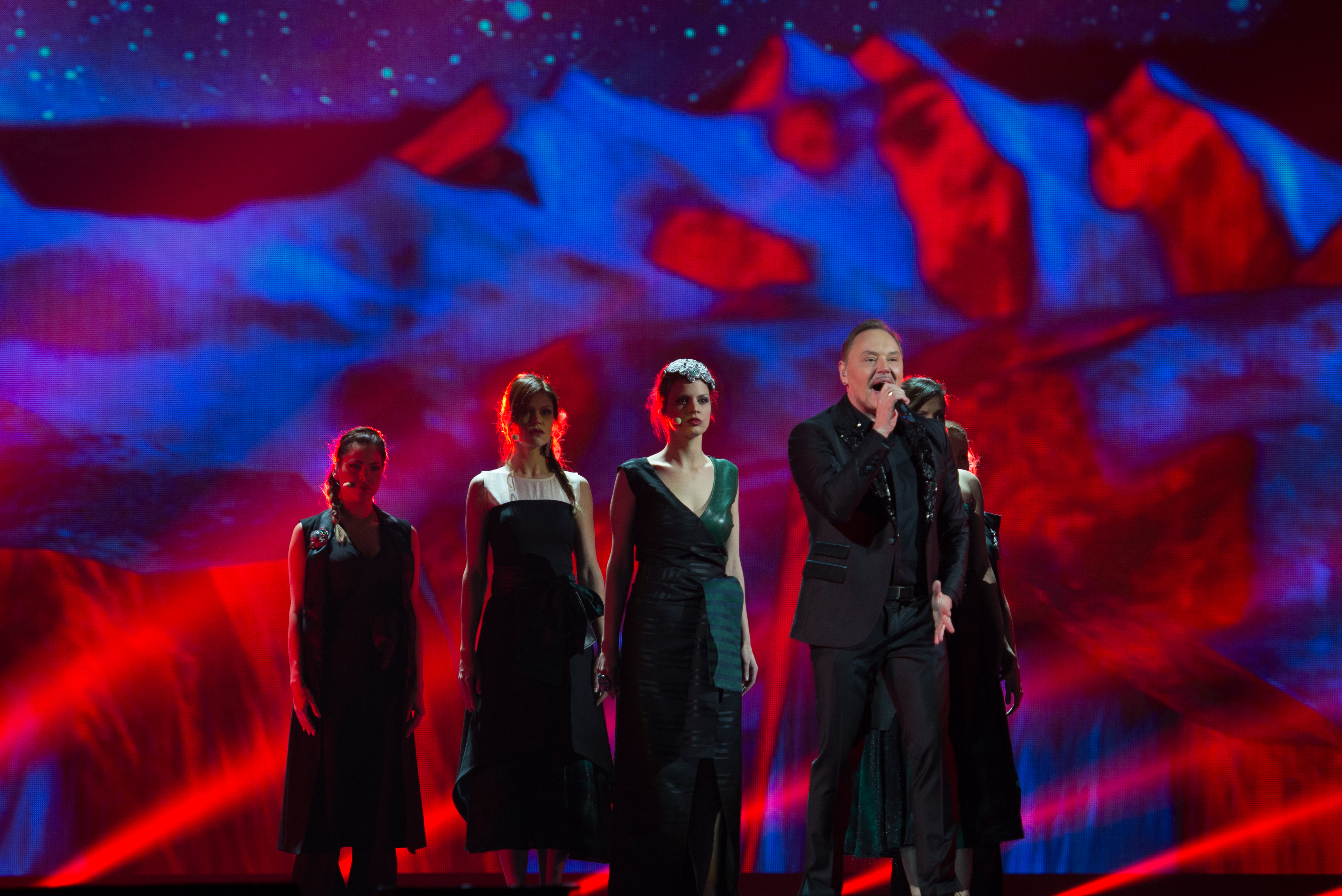
Knez zorgde voor de tweede Montenegrijnse finaleplek uit de geschiedenis

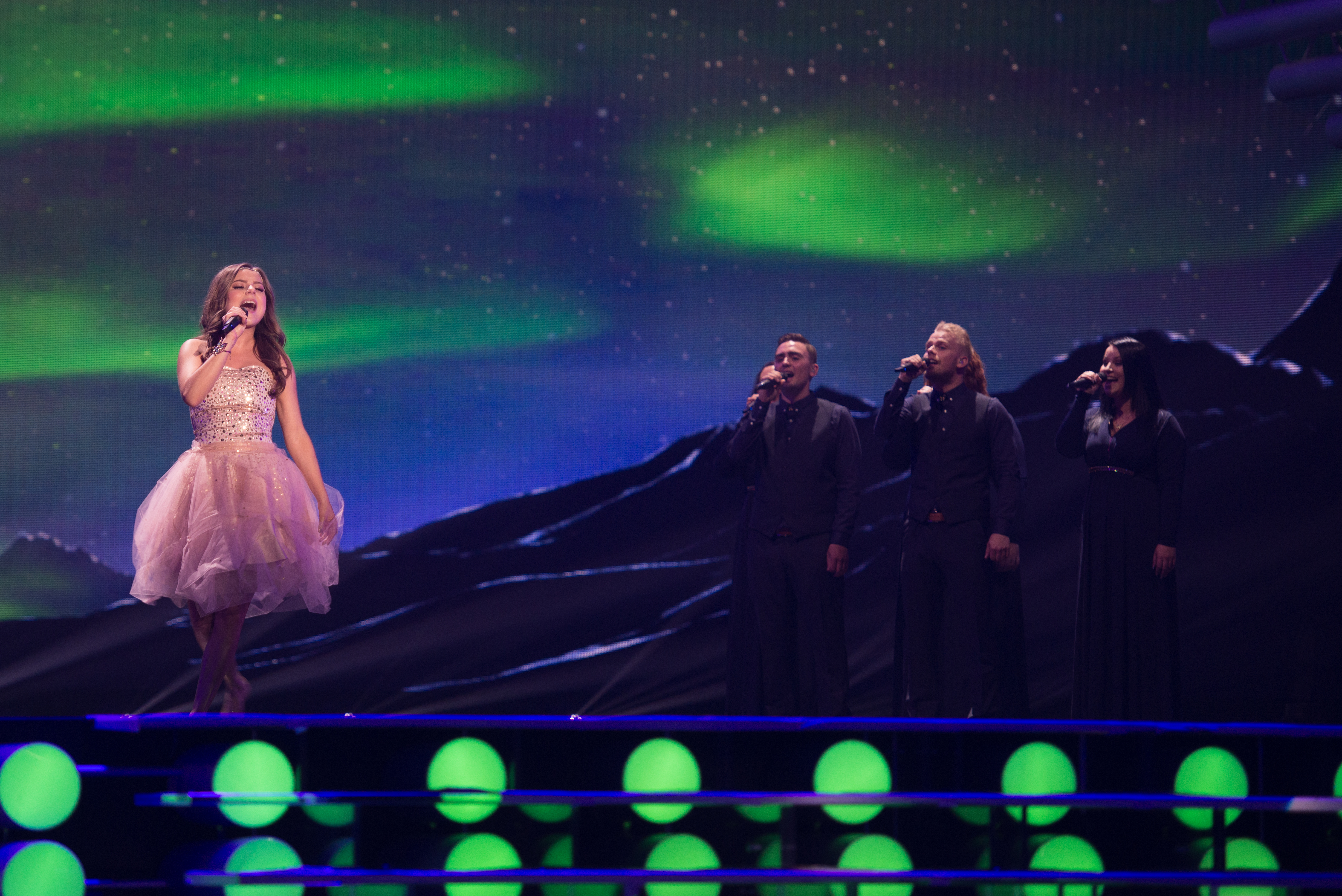
María Ólafsdóttir kon niet voor een achtste opeenvolgende IJslandse finaleplek zorgen

De tweede halve finale vond plaats op donderdag 21 mei 2015. Australië, Duitsland, Italië en het Verenigd Koninkrijk, alle direct geplaatst voor de finale, stemden mee in deze halve finale. Er waren 17 deelnemende en 21 stemmende landen. Voor het eerst sinds jaren haalden Letland en Israël weer de finale. Letland kon zich al zes edities niet plaatsen en Israël vier edities. Het was de eerste keer sinds 2002 dat de drie Baltische staten alle in de finale aantraden. In het voorafgaande jaar haalden Litouwen, Letland en Israël de finale niet. San Marino, Malta, IJsland en Zwitserland daarentegen waren in 2014 wel in de finale te zien, maar konden zich in 2015 niet kwalificeren. Voor IJsland was dat de eerste keer sinds 2008. Malta kon zich de voorafgaande drie jaar plaatsen voor de finale, maar in 2015 niet. Tsjechië, dat na vijf jaar terugkeerde naar het festival, kwam ook niet verder dan de halve finale.
De tweede halve finale werd gewonnen door Zweden, dat uiteindelijk ook het festival won. Zweden behaalde in totaal 217 punten. Zweden kreeg punten van alle twintig andere landen punten, waaronder veertien maal de hoogste score van 12. Op ruime afstand van Zweden werd Letland met 157 punten tweede, op zijn beurt op kleine afstand gevolgd door Israël, met 151 punten. Zwitserland eindigde met vier punten op de zeventiende en laatste plaats.
Zie onderstaande tabel voor de gedetailleerde resultaten van de tweede halve finale. De eerste tien landen, in de tabel groen gemarkeerd, plaatsten zich voor de finale.
| Plaats | Land         | Taal          | Artiest                            | Lied                         | Punten |
| ------ | ------------ | ------------- | ---------------------------------- | ---------------------------- | ------ |
| 1      | Zweden       | Engels        | Måns Zelmerlöw                     | Heroes                       | 217    |
| 2      | Letland      | Engels        | Aminata                            | Love injected                | 155    |
| 3      | Israël       | Engels        | Nadav Guedj                        | Golden boy                   | 151    |
| 4      | Noorwegen    | Engels        | Mørland & Debrah Scarlett          | A monster like me            | 123    |
| 5      | Slovenië     | Engels        | Maraaya                            | Here for you                 | 92     |
| 6      | Cyprus       | Engels        | Giannis Karagiannis                | One thing I should have done | 87     |
| 7      | Litouwen     | Engels        | Monika Linkytė & Vaidas Baumila    | This time                    | 67     |
| 8      | Polen        | Engels        | Monika Kuszyńska                   | In the name of love          | 57     |
| 9      | Montenegro   | Montenegrijns | Knez                               | Adio                         | 57     |
| 10     | Azerbeidzjan | Engels        | Elnur Hüseynov                     | Hour of the wolf             | 53     |
| 11     | Malta        | Engels        | Amber                              | Warrior                      | 43     |
| 12     | Ierland      | Engels        | Molly Sterling                     | Playing with numbers         | 35     |
| 13     | Tsjechië     | Engels        | Marta Jandová & Václav Noid Bárta  | Hope never dies              | 33     |
| 14     | Portugal     | Portugees     | Leonor Andrade                     | Há um mar que nos separa     | 19     |
| 15     | IJsland      | Engels        | María Ólafsdóttir                  | Unbroken                     | 14     |
| 16     | San Marino   | Engels        | Michele Perniola & Anita Simoncini | Chain of lights              | 11     |
| 17     | Zwitserland  | Engels        | Mélanie René                       | Time to shine                | 4      |

### Scoreblad
| |                     | Stemresultaten | Stemresultaten | Stemresultaten | Stemresultaten | Stemresultaten | Stemresultaten | Stemresultaten | Stemresultaten | Stemresultaten | Stemresultaten | Stemresultaten | Stemresultaten | Stemresultaten | Stemresultaten | Stemresultaten | Stemresultaten | Stemresultaten | Stemresultaten | Stemresultaten | Stemresultaten | Stemresultaten | Stemresultaten | Stemresultaten | Stemresultaten | Stemresultaten | Stemresultaten | Stemresultaten | Stemresultaten | Stemresultaten | Stemresultaten | Stemresultaten | Stemresultaten | Stemresultaten | Stemresultaten | Stemresultaten | Stemresultaten | Stemresultaten | Stemresultaten | Stemresultaten | Stemresultaten | Stemresultaten |
| --------------------------------------------------------------------------------------------------- | ------------------- | -------------- | -------------- | -------------- | -------------- | -------------- | -------------- | -------------- | -------------- | -------------- | -------------- | -------------- | -------------- | -------------- | -------------- | -------------- | -------------- | -------------- | -------------- | -------------- | -------------- | -------------- | -------------- | -------------- | -------------- | -------------- | -------------- | -------------- | -------------- | -------------- | -------------- | -------------- | -------------- | -------------- | -------------- | -------------- | -------------- | -------------- | -------------- | -------------- | -------------- | -------------- |
| Deelnemers                                                                                          | Slovenië            | 39             |                |                | 6              |                |                |                | 4              | 5              | 1              | 1              |                |                |                |                |                | 4              |                | 1              | 3              |                |                |                |                | 3              |                |                |                |                |                | 1              | 8              |                |                |                |                |                |                |                | 2              |                |
| Deelnemers                                                                                          | Frankrijk           | 4              |                |                |                |                |                | 3              |                |                |                |                |                |                |                |                |                |                |                |                |                |                |                |                |                |                |                |                |                |                |                |                |                |                |                |                | 1              |                |                |                |                |                |
| Deelnemers                                                                                          | Israël              | 97             |                |                |                |                | 5              |                |                | 6              | 4              | 4              | 6              | 2              |                | 2              |                | 3              | 5              | 4              | 1              | 1              | 1              |                | 1              | 7              |                | 5              | 8              |                | 5              | 3              |                | 2              |                |                | 2              | 5              | 7              |                | 5              | 3              |
| Deelnemers                                                                                          | Estland             | 106            |                |                | 3              |                |                |                | 8              | 2              | 3              | 3              | 2              | 3              | 2              | 6              |                | 1              | 2              | 2              | 6              |                | 3              | 7              | 2              | 4              | 7              | 4              | 2              |                | 4              | 10             | 2              | 7              | 6              |                |                | 3              | 1              |                | 1              |                |
| Deelnemers                                                                                          | Verenigd Koninkrijk | 5              |                |                |                |                |                |                |                |                |                |                |                |                |                |                |                |                |                |                |                |                |                |                |                |                |                |                |                |                |                |                |                |                |                | 1              | 3              | 1              |                |                |                |                |
| Deelnemers                                                                                          | Armenië             | 34             |                | 3              |                |                |                |                |                |                |                |                |                |                | 3              |                | 1              |                |                |                |                |                |                |                | 12             |                | 6              |                |                |                |                |                | 3              | 4              |                |                |                |                |                | 2              |                |                |
| Deelnemers                                                                                          | Litouwen            | 30             |                |                |                | 2              | 4              |                |                |                | 6              |                |                |                |                |                |                |                |                |                | 7              |                |                |                | 3              |                |                |                |                |                |                |                |                |                | 1              | 7              |                |                |                |                |                |                |
| Deelnemers                                                                                          | Servië              | 53             | 6              |                | 2              |                | 1              |                |                |                |                |                |                | 5              |                | 3              |                | 12             |                |                |                |                |                |                |                |                |                | 2              | 3              |                | 1              |                | 10             |                |                |                |                |                |                | 3              |                | 5              |
| Deelnemers                                                                                          | Noorwegen           | 102            | 4              |                |                | 4              |                |                | 5              |                |                | 7              |                | 4              |                | 4              |                |                | 4              | 3              | 2              | 6              | 2              | 4              |                |                |                |                | 5              |                | 3              | 4              |                |                | 3              | 4              | 6              | 2              | 6              |                | 10             | 10             |
| Deelnemers                                                                                          | Zweden              | 365            | 12             | 8              | 10             | 10             | 12             | 7              | 10             | 8              | 12             |                | 10             | 12             | 12             | 7              | 4              | 5              | 10             | 12             | 12             | 8              | 8              | 10             | 7              | 6              | 8              | 7              | 12             | 8              | 10             | 12             | 5              | 10             | 12             | 10             | 7              | 10             | 8              | 10             | 12             | 12             |
| Deelnemers                                                                                          | Cyprus              | 11             | 1              |                |                |                |                |                |                |                |                |                |                |                |                |                | 10             |                |                |                |                |                |                |                |                |                |                |                |                |                |                |                |                |                |                |                |                |                |                |                |                |                |
| Deelnemers                                                                                          | Australië           | 196            | 2              | 2              | 7              | 5              | 10             | 1              | 3              | 3              | 10             | 12             | 4              |                | 4              | 12             | 5              |                | 7              | 8              | 5              | 2              | 7              | 8              |                |                | 4              | 3              | 6              | 4              | 8              | 5              |                | 6              | 8              | 5              | 8              | 6              |                |                | 8              | 8              |
| Deelnemers                                                                                          | België              | 217            | 3              | 12             | 4              | 7              | 3              | 4              | 7              | 4              | 7              | 10             | 7              | 6              |                | 5              | 7              |                | 8              | 5              | 4              | 7              | 6              | 12             | 6              |                | 10             | 1              | 7              | 6              | 12             | 7              | 1              | 8              | 7              | 2              | 5              |                | 5              | 6              | 4              | 2              |
| Deelnemers                                                                                          | Oostenrijk          | 0              |                |                |                |                |                |                |                |                |                |                |                |                |                |                |                |                |                |                |                |                |                |                |                |                |                |                |                |                |                |                |                |                |                |                |                |                |                |                |                |                |
| Deelnemers                                                                                          | Griekenland         | 23             |                |                |                |                |                | 5              |                |                |                |                | 8              |                |                |                |                |                |                |                |                |                |                |                |                |                |                | 10             |                |                |                |                |                |                |                |                |                |                |                |                |                |                |
| Deelnemers                                                                                          | Montenegro          | 44             | 10             |                |                |                |                | 8              |                | 12             |                | 2              |                |                |                |                |                |                |                |                |                |                |                |                |                | 2              |                | 6              |                |                |                |                | 4              |                |                |                |                |                |                |                |                |                |
| Deelnemers                                                                                          | Duitsland           | 0              |                |                |                |                |                |                |                |                |                |                |                |                |                |                |                |                |                |                |                |                |                |                |                |                |                |                |                |                |                |                |                |                |                |                |                |                |                |                |                |                |
| Deelnemers                                                                                          | Polen               | 10             |                | 4              |                |                | 2              |                |                |                |                |                |                |                |                |                |                |                |                |                |                |                |                |                |                |                |                |                | 1              |                |                |                |                |                |                | 3              |                |                |                |                |                |                |
| Deelnemers                                                                                          | Letland             | 186            | 7              | 7              |                | 6              | 7              | 2              | 12             | 1              | 8              | 5              | 3              | 7              | 7              | 1              | 3              |                | 6              | 10             |                | 5              | 4              | 5              | 4              | 5              | 2              |                | 4              | 2              | 2              | 6              |                | 5              | 4              | 12             | 12             | 4              | 2              | 5              | 7              | 4              |
| Deelnemers                                                                                          | Roemenië            | 35             |                |                | 5              |                |                |                |                |                |                |                | 1              |                | 5              |                |                |                |                |                |                |                | 5              | 1              |                |                |                |                |                | 12             |                |                |                |                | 2              |                |                |                | 4              |                |                |                |
| Deelnemers                                                                                          | Spanje              | 15             |                | 5              | 1              |                |                |                |                |                |                |                |                |                |                |                |                | 2              |                |                |                |                |                |                |                | 1              | 1              |                |                | 1              |                |                |                |                |                |                |                |                | 3              |                |                | 1              |
| Deelnemers                                                                                          | Hongarije           | 19             |                | 1              |                | 8              |                |                |                |                |                |                |                |                |                |                |                |                | 1              |                |                | 4              |                |                |                |                |                |                |                |                |                |                |                |                |                |                | 4              |                |                | 1              |                |                |
| Deelnemers                                                                                          | Georgië             | 51             |                |                |                | 1              |                | 10             | 6              |                |                |                |                | 1              | 1              |                | 2              |                |                |                |                |                |                | 3              |                | 10             | 5              |                |                | 5              |                |                |                | 3              |                |                |                |                |                | 4              |                |                |
| Deelnemers                                                                                          | Azerbeidzjan        | 49             |                |                |                |                |                |                | 2              |                |                |                |                |                |                |                |                | 8              |                |                |                | 3              |                |                | 10             |                | 3              |                |                | 3              |                |                |                |                |                |                |                | 8              |                | 12             |                |                |
| Deelnemers                                                                                          | Rusland             | 303            | 5              | 10             | 8              | 12             | 6              | 12             |                | 10             | 2              | 6              | 5              | 10             | 10             | 8              | 8              | 7              | 12             | 6              | 10             | 10             | 10             | 6              | 5              | 12             |                | 8              | 10             | 10             | 6              | 8              | 6              | 12             | 10             | 8              |                | 7              | 10             | 8              | 3              | 7              |
| Deelnemers                                                                                          | Albanië             | 34             |                |                |                |                |                |                |                |                |                |                |                |                | 6              |                | 6              | 10             |                |                |                |                |                |                |                |                |                |                |                |                |                |                | 12             |                |                |                |                |                |                |                |                |                |
| Deelnemers                                                                                          | Italië              | 292            | 8              | 6              | 12             | 3              | 8              | 6              | 1              | 7              | 5              | 8              | 12             | 8              | 8              | 10             | 12             | 6              | 3              | 7              | 8              | 12             | 12             | 2              | 8              | 8              | 12             | 12             |                | 7              | 7              | 2              | 7              | 1              | 5              | 6              | 10             | 12             | 12             | 7              | 6              | 6              |
| Deze tabel is gerangschikt volgens opkomen in de finale, daarna volgens opkomen in de halve finales |                     |                |                |                |                |                |                |                |                |                |                |                |                |                |                |                |                |                |                |                |                |                |                |                |                |                |                |                |                |                |                |                |                |                |                |                |                |                |                |                |                |                |

## Wijzigingen

Deelnemende landen
Landen die zich niet kwalificeerden voor de finale
Landen die in het verleden deelgenomen hebben, en in 2015 afwezig waren

### Debuterende landen
- Australië: Het songfestival is in Australië zeer populair en het land zendt het festival al dertig jaar uit. Australië kan normaal niet deelnemen aan het songfestival omdat een voorwaarde voor deelname is om volwaardig lid van de EBU te zijn, waaraan Australië, door zijn ligging, niet kan voldoen. Die voorwaarden zijn: lid zijn van de Raad van Europa en/of liggen in het gebied ten noorden van 30ste breedtegraad en ten westen van de 40ste lengtegraad. Omdat het festival in 2015 voor de zestigste keer werd gehouden, en het daarmee een jubileumeditie was, kreeg SBS uitzonderlijk toch een uitnodiging om eenmalig deel te nemen.[6][7][8]

### Terugkerende landen
- Cyprus: na één jaar afwezigheid uit budgettaire overwegingen, keerde het Griekssprekende deel van het Mediterrane eiland terug.
- Servië: ook Servië keerde na één jaar afwezigheid terug.
- Tsjechië: het Centraal-Europese land maakte een comeback na vijf jaar lang afwezig te zijn geweest.

### Terugtrekkende landen
- Oekraïne: de Oekraïense publieke omroep gaf aan over onvoldoende financiële middelen te beschikken om een deelname te bekostigen. Ook de crisis in het oosten van Oekraïne speelde een rol in de beslissing.[9]

## Terugkerende artiesten
| Land         | Artiest                              | Plaats | Eerdere deelname                           | Plaats toen |
| ------------ | ------------------------------------ | ------ | ------------------------------------------ | ----------- |
| Armenië      | Inga Arschakjan (deel van Genealogy) | 16     | Armenië 2009 (deel van Inga & Anush)       | 10          |
| Azerbeidzjan | Elnur Hüseynov                       | 12     | Azerbeidzjan 2008 (deel van Elnur & Samir) | 8           |

## Barbara Dex Award
De Barbara Dex Award, uitgereikt door de fanwebsite House of Eurovision, is een prijs voor de slechtst geklede artiest tijdens het festival. In 2015 ging de prijs naar Trijntje Oosterhuis. De top 5 voor de prijs was als volgt:
| Plaats | Land                | Artiest(s)          | Punten |
| ------ | ------------------- | ------------------- | ------ |
| 1      | Nederland           | Trijntje Oosterhuis | 1.324  |
| 2      | Servië              | Bojana Stamenov     | 605    |
| 3      | Verenigd Koninkrijk | Electro Velvet      | 397    |
| 4      | Albanië             | Elhaida Dani        | 263    |
| 5      | Roemenië            | Voltaj              | 237    |

## Puntengevers
| - Albanië - Andri Xhahu - Armenië - Lilit Muradyan - Australië - Lee Lin Chin - Azerbeidzjan - Nigar Camal - België - Walid van Molenbeek - Cyprus - Loukas Hamatsos - Denemarken - Basim - Duitsland - Barbara Schöneberger - Estland - Tanja - Finland - Krista Siegfrids - Frankrijk – Virginie Guilhaume - Georgië - Natia Bunturi - Griekenland - Helena Paparizou - Hongarije - Csilla Tatar | - Ierland - Nicky Byrne - IJsland - Sigridur Halldorsdottir - Israël - Ofer Nachshon - Italië - Frederico Russo - Letland - Marcus Riva - Litouwen - Ugné Galadauskaité - Macedonië - Marko Mark - Malta - Julie Zahra - Moldavië - Olivia Furtună - Montenegro - Andrea Demirović - Nederland - Edsilia Rombley - Noorwegen - Margarethe Roed - Oostenrijk - Katharina Bellowitsch - Polen - Aleksandra Ciupa | - Portugal - Suzy - Roemenië - Sonia Argint-Ionescu - Rusland - Dmitrij Sjepelev - San Marino - Valentina Monetta - Servië - Maja Nikolić - Slovenië - Tinkara Kovač - Spanje - Lara Siscar - Tsjechië - Daniela Písařovicová - Verenigd Koninkrijk - Nigella Lawson - Wit-Rusland - Teo - Zweden – Mariette Hansson - Zwitserland - Laetitia Guarino |

## Oude bekenden
- Hera Björk vertegenwoordigde IJsland op het Eurovisiesongfestival 2010. In 2015 was ze, net als in 2008 en 2009, achtergrondzangeres bij de IJslandse inzending.
- Michele Perniola vertegenwoordigde eerder San Marino op het Junior Eurovisiesongfestival 2013.
- Anita Simoncini vertegenwoordigde San Marino eerder ook reeds op het Junior Eurovisiesongfestival 2014 als lid van The Peppermints. Ze is de eerste artiest die achtereenvolgens aan het Junior en het volwassenen Eurovisiesongfestival heeft deelgenomen.
- De Maltese Amber was in 2012 ook als achtergrondzangeres van Kurt Calleja aanwezig.
- Uzari uit Wit-Rusland was in 2011 ook als achtergrondzanger van Anastasia Vinnikova aanwezig.

## Kijkcijfers
- In België keken er 1.773.538 mensen naar de finale (1.246.367 via Eén, 527.171 via La Une). Het ging hiermee om het beste resultaat sedert 2004. 820.000 Belgen keken naar de eerste halve finale op Eén. Naar de tweede halve finale keken 600.000 mensen.[12][13] Via La Une keken 414.000 Belgen naar de eerste halve finale.
- In Nederland keken er gemiddeld 1,97 miljoen mensen naar de finale. Een jaar eerder, toen Nederland in de finale stond, waren dit er nog 5,10 miljoen. Naar de eerste halve finale met Trijntje Oosterhuis keken gemiddeld 3,37 miljoen mensen, naar de tweede halve finale 964.000.[14][15][16][17]
- Wereldwijd werd de finale door 197 miljoen mensen bekeken. Dat is 2 miljoen meer dan in 2014, toen er 195 miljoen mensen keken.[18]

## Trivia
- De Armeense groep Genealogy zou oorspronkelijk in Wenen aantreden met het lied Don’t deny, maar de Armeense omroep ARMTV had tijdens de vergadering van de delegatievoorzitters aan de EBU gevraagd om de titel nog te mogen aanpassen. Dat verzoek werd ingewilligd en dus heette het lied uiteindelijk Face the shadow. De aanpassing gebeurde omdat de omroep geen politiek statement wilde maken. Don’t deny zou hebben kunnen verwijzen naar de Armeense genocide die honderd jaar geleden begon, maar door Turkije systematisch ontkend wordt.
- Monika Kuszyńska was de eerste deelnemer aan het Eurovisiesongfestival ooit die heeft opgetreden vanuit een rolstoel.
- Ann Sophie was eigenlijk tweede geworden in de Duitse preselectie. De winnaar, Andreas Kümmert gaf echter onmiddellijk na diens overwinning aan dat hij zich terugtrok en wilde dat Ann Sophie Duitsland zou vertegenwoordigen in Wenen. Ann Sophie aanvaardde dit.
- Tijdens het geven van de punten voor Nederland droeg Edsilia Rombley de jurk die Trijntje Oosterhuis droeg tijdens de eerste repetities. Tijdens deze repetities droeg Oosterhuis een gewaagde jurk die leidde tot veel ophef. Het deed haar besluiten uiteindelijk een broekpak te dragen.[19]
- Voor het eerst in de geschiedenis van het Eurovisiesongfestival eindigde het gastland met nul punten. Oostenrijk eindigde puntenloos onderaan, samen met het eveneens puntenloze Duitsland.
- Tijdens het Russische optreden in de eerste halve finale en de finale is er mogelijk gebruikgemaakt van speciale geluidstechnologie om eventueel uitjouwen vanuit het publiek uit het geluid van de uitzending weg te filteren. Ook had de zangeres Polina Gagarina twee oortelefoontjes in, waar het gebruikelijk is om er slechts één in te hebben, dit mogelijk om haar af te schermen van het geluid vanuit het publiek.[20]
- In 2014 deed winnaar Måns Zelmerlöw in een Zweedse kookshow enige uitspraken die als homofoob werden aangemerkt. Hij heeft hier openlijk zijn excuses voor aangeboden. Daags na de door hem gewonnen finale van het songfestival kwam hij op een persconferentie nog eens op de affaire terug, met verzoenende woorden en met de mededeling dat naar zijn idee de homogemeenschap zijn excuses had aanvaard.[21][22]
- Het decor is gebouwd door het Nederlandse bedrĳf Unbranded.[23]